# Itapitanga
Itapitanga är en kommun i Brasilien.   Den ligger i delstaten Bahia, i den östra delen av landet, 900 km öster om huvudstaden Brasília. Antalet invånare är 10 207.
I omgivningarna runt Itapitanga växer i huvudsak städsegrön lövskog. Runt Itapitanga är det ganska tätbefolkat, med 104 invånare per kvadratkilometer.